# Елена Стефановна
Еле́на Стефа́новна («Волоша́нка», предположительно родилась в 1464—1466 годах, умерла 18 января 1505) — дочь молдавского господаря Стефана III Великого и киевской княжны Евдокии Олельковны. Жена старшего сына великого князя Московского Ивана III Ивана Молодого, в этом качестве — княгиня Тверская.

## Биография
О ранних годах Елены Стефановны практически ничего не известно. В 1480 году её отец Стефан III Великий направил посла в Москву для заключения союза с Русским государством против угрожавших Молдавскому княжеству турок-османов. Для скрепления этого союза Елена должна была выйти замуж за старшего сына Ивана III Васильевича — Ивана Ивановича Молодого, который приходился ей троюродным братом (оба были правнуками Василия I Дмитриевича). В 1481 году в Молдавию были отправлены русские послы, которые в 1482 году вернулись в Москву с Еленой Стефановной.

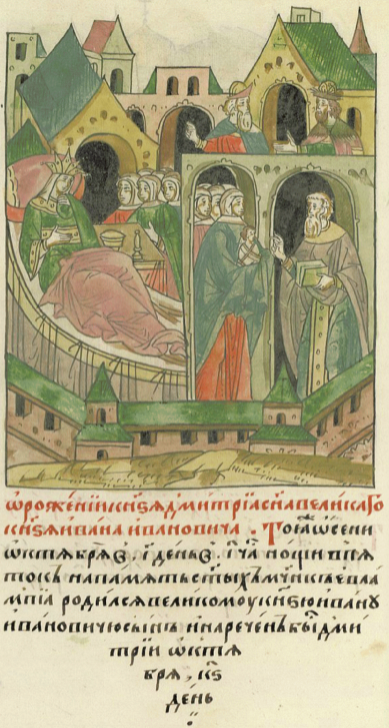
Рождение Дмитрия Внука у Елены Стефановны

Её свадьба с Иваном Молодым состоялась в январе 1483 года. В браке Елена Стефановна родила двух сыновей Дмитрия и Ивана (15 февраля 1485—?). В 1490 году её муж заболел «ломотой в ногах» и скоропостижно скончался.
В 1483 году Иван III по случаю рождения внука Дмитрия хотел одарить Елену «саженьем» (жемчужным приданым), принадлежавшим его покойной первой жене Марии Борисовне. Оказалось, что его вторая жена Софья Палеолог подарила «сажение» своей племяннице Марии Андреевне Палеолог. Разгневанный великий князь не постеснялся отнять подаренное Софией у её племянницы, бывшей замужем за князем Верейским Василием Михайловичем, что стало причиной бегства князя в Литву.
В 1497 году Иван III раскрыл заговор Владимира Гусева, намеревавшегося возвести на русский престол сына великого князя Василия Ивановича. 4 февраля следующего года наследником был объявлен сын Елены Стефановны Дмитрий Иванович.
В качестве матери нового наследника Елена Стефановна принимала активное участие в придворных интригах, была обращена Истомой в учение жидовствующих и стала видным деятелем кружка еретиков во главе с Фёдором Курицыным. Елена соперничала с великой княгиней Софьей Палеолог, добивавшейся объявления наследником своего сына Василия. Борьба при дворе закончилась поражением кружка Курицына. Сторонники Елены были казнены. Иван III аннулировал решение о назначении Дмитрия наследником и 11 апреля 1502 года приказал заключить невестку и бывшего наследника в тюрьму. Елена Стефановна умерла в заключении «нужной смертью» (то есть была убита) в январе 1505 года.
Конфликт между Иваном III и Стефаном III по поводу заключения Елены существенно не отразился на русско-молдавских отношениях, хотя и вызвал некоторые трения. Оба правителя ставили политические интересы на первое место, поэтому семейная ссора дальнейших политических последствий не имела.

## Наследие

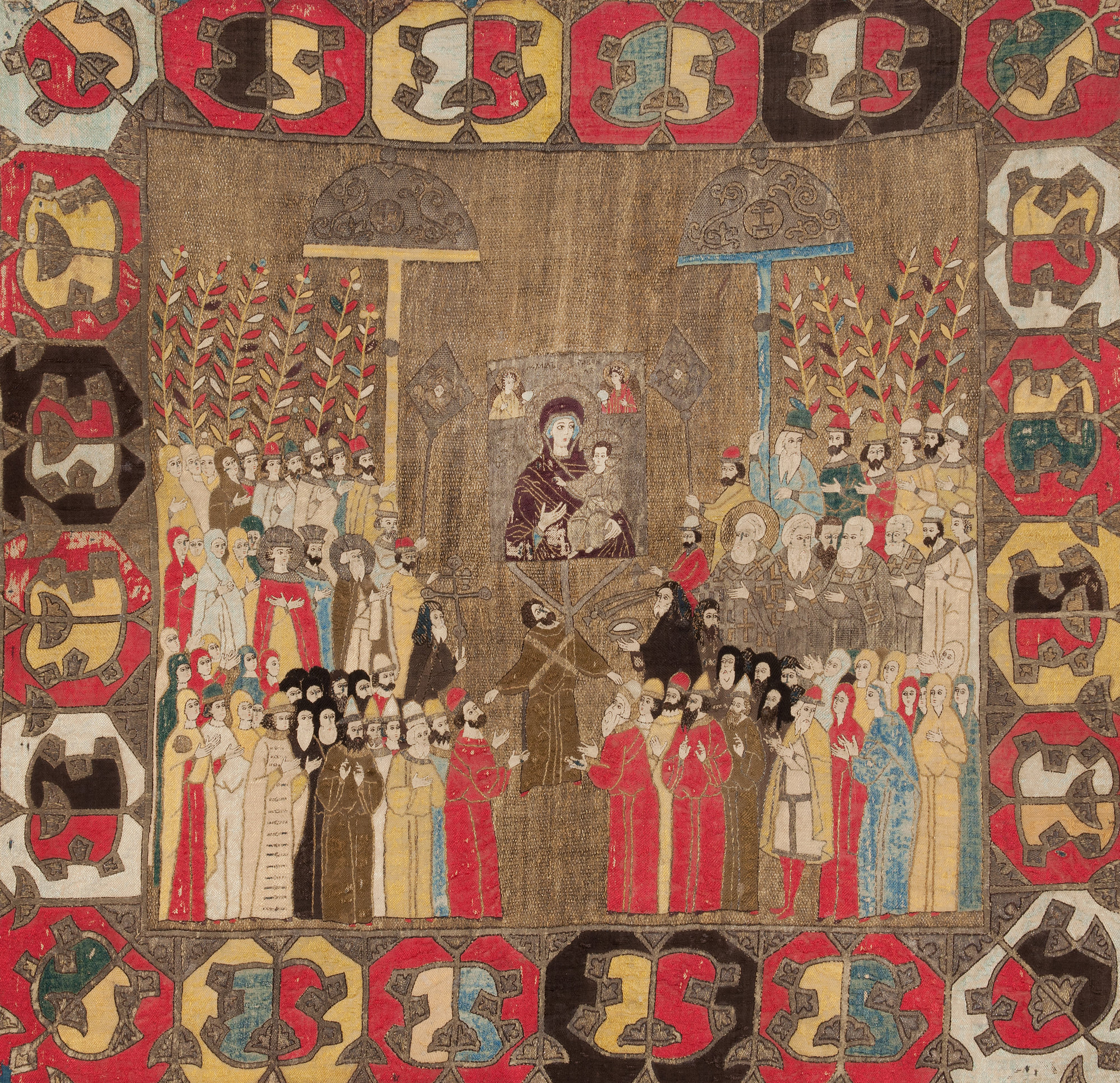
«Пелена Елены Волошанки». Мастерская Елены Стефановны Волошанки (?)

При дворе Елены Стефановны, по предположению С. М. Каштанова, в 1495 году возник летописный свод, отразивший характерные черты политики протверской группировки.
В окружении Елены возник и памятник древнерусского художественного шитья — пелена (т. н. Пелена Елены Волошанки), на которой изображён торжественный выход Ивана III Великого с семейством во время коронации Дмитрия. В ней, наряду с церковными мотивами, прослеживаются и светские, сочетающие приёмы русского и молдавского искусства.

## Киновоплощения
- Телесериал «София» (2016) режиссёра Алексея Андрианова, в роли Елены София Никитчук. Елена здесь представлена главным анти-героем; вступив в сговор с «жидовствующими», она травит мужа.